# Сільченко Катерина Леонідівна
Катерина Леонідівна Сільченко (31 січня 1984Катерина Леонідівна) — засновниця та дизайнерка бренду the COAT by Katya Silchenko, амбасадор косметичного бренду  L'Oreal Paris в Україні.
the COAT by Katya Silchenko — український prêt-à-porter бренд жіночого одягу, заснований у 2014 році.
2014 року зареєструвала шлюб з бізнесменом Камо Багдасаряном. У 2015 року у пари народилася дочка Саті

## Танцювальне життя
Чемпіонка України, майстер спорту з бальних танців. Фіналістка Blackpool (чемпіонат світу зі спортивних бальних танців у Великій Британії) в категорії «до 21 року». Тренер Олексій Ігорович Литвинов.

## Амбасадор L'Oréal Paris в Україні
Катя Сільченко — перша українка, яка дефілювала по подіуму шоу L'Oreal Paris Le Défilé на Тижні високої моди в Парижі, що пройшло в кінці вересня 2019 року у  Паризькому монетному дворі.

L'Oreal Paris Le Défilé (інша назва L'oréal Paris Show) - це грандіозне щорічне шоу, в якому, разом з професійними моделями, беруть участь посланниці бренду L'Oreal Paris з усього світу, включаючи таких світових зірок як Хелен Міррен, Єва Лонгорія, Даутцен Крус, Айшварія Рай та Ембер Херд.

## Нагороди
- «Жінка III тисячоліття» у категорії «Рейтинг» (2016)
- «Best Fashion Awards» у номінації «Відкриття року» (2017)
- "Икона стиля"  у номинації ELLE Style Awards (2019)

“Найкращий дизайнер жіночого одягу» (BFA 2021)